# Sis Hopkins (film 1919)
Sis Hopkins è un film muto del 1919 diretto da Clarence G. Badger. La sceneggiatura si basa sull'omonimo lavoro teatrale di Frank Finzey andato in scena in prima a Buffalo l'11 settembre 1899. Prodotto da Samuel Goldwyn per la sua casa di produzione, il film aveva come interpreti Mabel Normand (nel ruolo del titolo), John Bowers, Sam De Grasse, Thomas Jefferson, Nick Cogley, Eugenie Forde, Harry McCoy. La fotografia era di Percy Hilburn, le scene di Hugo Ballin.

## Trama

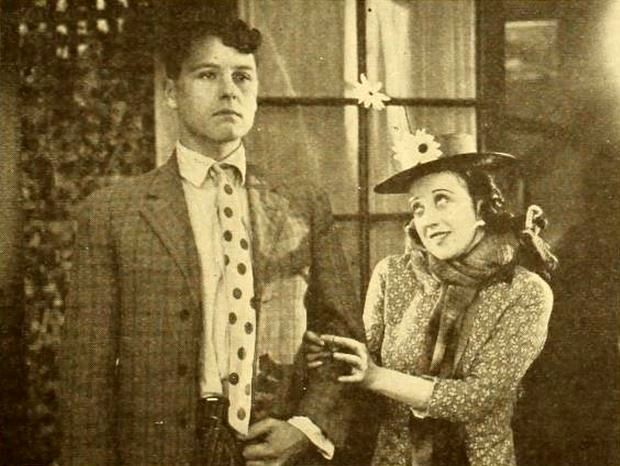
John Bowers e Mabel Normand

Sis Hopkins è una rozza ragazza di campagna innamorata di Ridy Scarboro, il garzone del locale emporio. Mentre i due stanno amoreggiando, non si accorgono che, nel rovesciare un cesto, una grande latta di petrolio sversa il suo contenuto in una pozza d'acqua. Vibert, il riccone del paese, si convince allora che la fattoria del vecchio Pa Hopkins si trovi sopra un giacimento di petrolio e pensa di impadronirsene sposando Sis. Poiché Sis come moglie sarebbe troppo poco raffinata per i suoi gusti, manda la ragazza a una scuola dove la sgrezzeranno, insegnandole le buone maniere. Sis, però, quando arriva vi provoca il caos, creando numerosi problemi per la direttrice, miss Peckove. Vibert, alla fine, si rende conto che Sis non potrà mai essere la moglie di cui lui ha bisogno e la rimanda a casa, con grande gioia di Ridy che la vede tornare da lui. Vibert, intanto, cerca di acquistare la proprietà di Pa Hopkins, ma incontra delle resistenze. Sis, infatti, riesce sì a vendergliela, ma a un importo tre volte superiore a quello che lui aveva dapprima proposto. Riuscito finalmente a mettere le mani sui terreni di Pa Hopkins, Vibert scopre la lattina per cui ha pagato così a caro prezzo il supposto giacimento di petrolio.

## Produzione

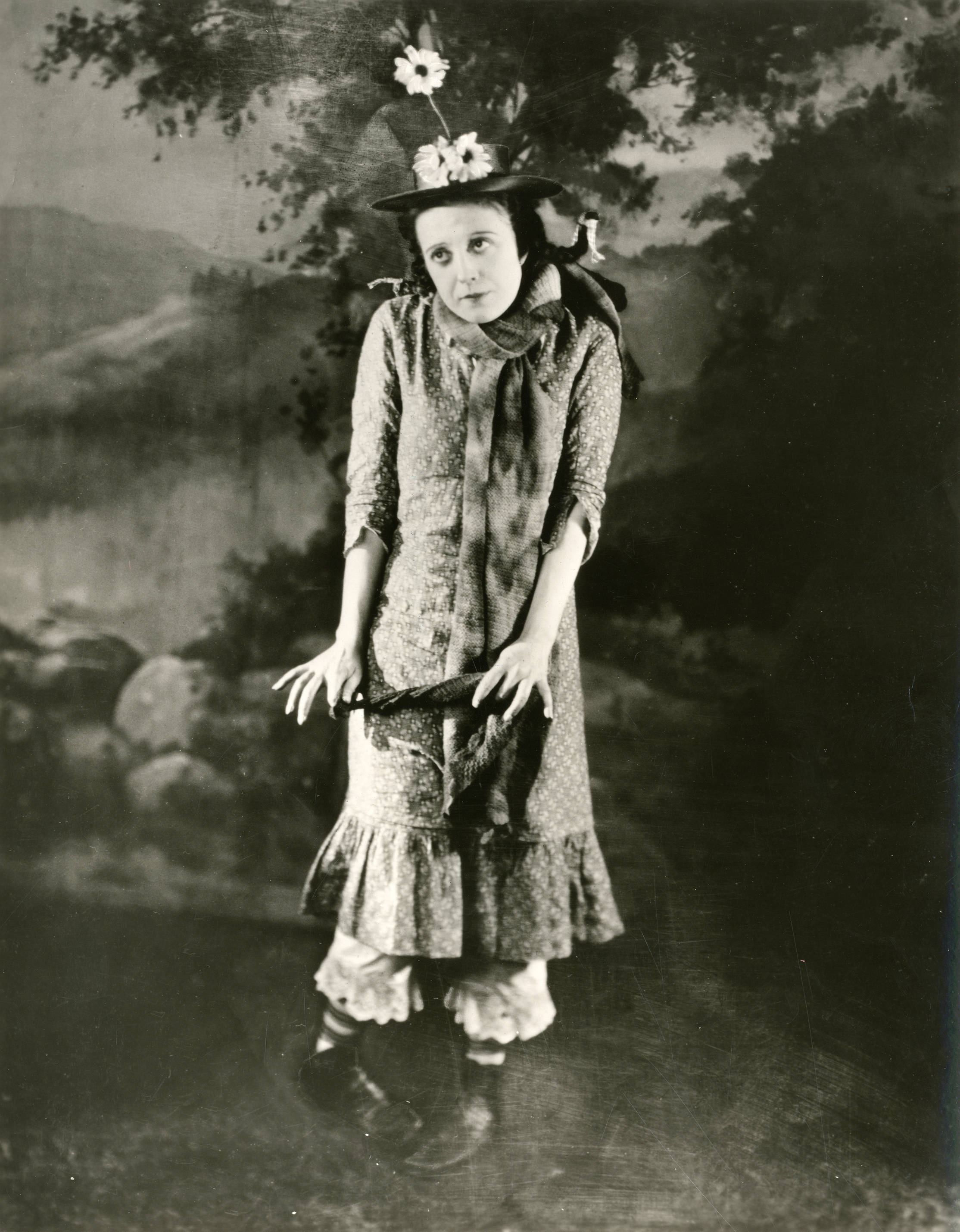
Mabel Normand nel personaggio di Sis Hopkins

Il personaggio di Sis Hopkins, interpretato da Rose Melville, apparve per la prima volta in Zeb, una commedia di fine Ottocento. Fu poi ricreato nel 1894 dalla stessa Melville per un'altra commedia, Little Christopher. La Melville costruì intorno al personaggio di Sis anche uno sketch per il vaudeville dal titolo Sis Hopkin's Visit. Nel 1916, l'attrice interpretò Sis per il cinema in She Came, She Saw, She Conquered, un cortometraggio prodotto dalla Kalem che si basava su un soggetto di Edwin R. Coffin. Per il film del 1919, Melville fu consulente di Mabel Normand, regalandole anche il paio di calze stravaganti che lei era usa indossare sul palcoscenico quando interpretava Sis Hopkins. Secondo un comunicato stampa, al film prese parte anche il cane dello scenografo Hugo Ballin, come il cane di Sis. Alcune scene del film, prodotto dalla Goldwyn Pictures Corporation, vennero girate nella californiana San Fernando Valley.

## Distribuzione
Il copyright, richiesto dalla Goldwyn Pictures Corp., fu registrato il 30 gennaio 1919 con il numero LP13343. Distribuito dalla Goldwyn Distributing Company, il film uscì nelle sale cinematografiche statunitensi il (9 o) 16 febbraio 1919.
Non si conoscono copie ancora esistenti della pellicola che viene considerata presumibilmente perduta.